# Vranová Lhota
Vranová Lhota är en ort i Tjeckien.   Den ligger i regionen Pardubice, i den östra delen av landet, 180 km öster om huvudstaden Prag. Vranová Lhota ligger 296 meter över havet och antalet invånare är 486.
Terrängen runt Vranová Lhota är kuperad västerut, men österut är den platt. Vranová Lhota ligger nere i en dal. Runt Vranová Lhota är det ganska glesbefolkat, med 36 invånare per kvadratkilometer. Närmaste större samhälle är Zábřeh, 19,4 km norr om Vranová Lhota. I omgivningarna runt Vranová Lhota växer i huvudsak blandskog.